# Makso Cotič
Makso Cotič, slovenski časnikar, prevajalec in narodni delavec, * 7. december 1854, Vipava, † 12. september 1930, Maribor.

## Življenje in delo
Po končani ljudski šoli v domačem kraju je nekaj let obiskoval realko v Gorici. Kmalu je začel pošiljati prispevke v različne časopise: Rogač (1887—1888), Juri s pušo. V letih 1890−1927 je sodeloval v uredništvu Edinosti v Trstu, več let kot glavni oziroma odgovorni urednik. V Edinosti je objavil številne prevode iz hrvaščine, zlasti A. Šenoe (1902, 1904-1906) in Gjalskega s pravim imenom Ljubo Babić (1906) ter dopisoval v druge slovenske časopise in praško nemško Politiko. Več let je bil tajnik tržaškega društva Edinost, starosta tržaškega Sokola, tajnik Delavskega podpornega društva in v letih 1904−1907 predsednik pevskega društva Kolo iz Trsta.